# Tercer problema de Hilbert
El tercer problema de Hilbert, forma parte de la lista de 23 cuestiones presentada en 1900 por el matemático alemán David Hilbert, y fue el primero en resolverse. El problema está relacionado con la siguiente pregunta:
| Dados dos poliedros cualesquiera de igual volumen, ¿es siempre posible cortar el primero en un número finito de piezas poliédricas que se puedan volver a ensamblar para producir el segundo? |

Basado en escritos anteriores de Gauss, Hilbert conjeturó que esto no siempre es posible. Esto fue confirmado durante el mismo año en el que se publicó la lista por su alumno Max Dehn, quien demostró que la respuesta en general es "no", al hallar un contraejemplo.
La respuesta para la pregunta análoga sobre polígonos en 2 dimensiones es "sí" y se conocía desde hacía mucho tiempo; según una proposición conocida como el teorema de Wallace–Bolyai–Gerwien.
Aunque Hilbert y Dehn no lo sabían, el tercer problema de Hilbert también fue propuesto independientemente por Władysław Kretkowski para un concurso de matemáticas de 1882 organizado por la Academia de Artes y Ciencias de Cracovia, y fue resuelto por Ludwik Antoni Birkenmajer con un método diferente al de Dehn. Birkenmajer no publicó el resultado y el manuscrito original que contenía su solución fue redescubierto años después.

## Historia y motivación
La fórmula para el volumen de una pírámide,
{\displaystyle {\frac {{\text{área de la base}}\times {\text{altura}}}{3}},}
ya era conocida por Euclides, pero todas las pruebas implicaban alguna forma de límite de una sucesión o de cálculo infinitesimal, en particular mediante el método exhaustivo o, en una forma más moderna, según el principio de Cavalieri. Se pueden probar fórmulas similares en geometría plana con medios más elementales. Gauss lamentó este defecto en dos de sus cartas a Christian Ludwig Gerling, quien demostró que dos tetraedros simétricos son equidescomponibles.
Las cartas de Gauss fueron la motivación de Hilbert: ¿es posible demostrar la igualdad de volumen utilizando métodos elementales de "cortar y pegar"? Porque si no, también es imposible una prueba elemental del resultado de Euclides.

## La respuesta de Dehn
La prueba de Dehn es una instancia en la que se usa el álgebra abstracta para probar un resultado de imposibilidad en geometría. Otros ejemplos son la duplicación del cubo y la trisección del ángulo.
Dos poliedros se denominan "congruentemente seccionables" si el primero se puede cortar en un número finito de piezas poliédricas que se pueden volver a ensamblar para producir el segundo. Cualesquiera dos poliedros congruentemente seccionables tienen el mismo volumen. Hilbert centra su pregunta sobre la conversión.
Para cada poliedro P, Dehn define un valor, ahora conocido como invariante de Dehn D(P), con la siguiente propiedad:
- Si P se corta en dos piezas poliédricas P1 y P2 con un corte plano, entonces D(P) = D(P1)+D(P2).

De esto se deduce que
- Si P se corta en n piezas poliédricas P1, ..., Pn, entonces D(P)=D(P1)+...+D(Pn)

y en particular
- Si dos poliedros son congruentemente seccionables, entonces tienen el mismo invariante de Dehn.

Después demuestra que cada cubo tiene una invariante de Dehn cero, mientras que cada tetraedro regular tiene un invariante de Dehn distinto de cero. Esto resuelve el asunto.
El invariante de un poliedro se define en función de las longitudes de sus aristas y los ángulos entre sus caras. Debe tenerse en cuenta que si un poliedro se corta en dos, algunas aristas se cortan en dos y, por lo tanto, las contribuciones correspondientes a los invariantes de Dehn deben ser aditivas respecto a las longitudes de las nuevas aristas resultantes. Del mismo modo, si se corta un poliedro a lo largo de una arista, el ángulo correspondiente se corta en dos. Sin embargo, normalmente cortar un poliedro introduce nuevas aristas y ángulos; y se debe tener la seguridad de que las contribuciones de estos elementos se cancelen. Los dos ángulos introducidos siempre sumarán π; por lo tanto, se define el invariante de Dehn de modo que los múltiplos de ángulos de π den una contribución neta de cero.
Todos los requisitos anteriores se pueden cumplir si se define D(P) como un elemento del producto tensorial de números reales R y el espacio cociente R/(Qπ), en el que todos los múltiplos racionales de π son cero. Para los presentes propósitos, es suficiente considerar esto como un producto tensorial de Z-módulos (o equivalentemente, de grupos abelianos). Sin embargo, la prueba más difícil de lo contrario (véase más abajo) hace uso de la estructura de espacio vectorial: dado que ambos factores son espacios vectoriales sobre Q, el producto tensorial puede tomarse sobre Q.
Sea ℓ(e) la longitud de la arista e y θ (e) sea el ángulo diedro entre las dos caras que se encuentran en e, medido en radianes. El invariante de Dehn se define entonces como
{\displaystyle \operatorname {D} (P)=\sum _{e}\ell (e)\otimes (\theta (e)+\mathbb {Q} \pi )}
donde la suma se toma sobre todas las aristas e del poliedro P. Es una valuación.

## Más información
A la luz del citado teorema de Dehn, podría preguntarse "¿qué poliedros son congruentemente seccionables?" Sydler (1965) demostró que dos poliedros son congruentemente seccionables si y solo si tienen el mismo volumen y el mismo invariante de Dehn. Børge Jessen posteriormente amplió los resultados de Sydler a cuatro dimensiones. En 1990, Dupont y Sah proporcionaron una prueba más simple del resultado de Sydler reinterpretándolo como un teorema sobre la homología de ciertos grupos clásicos.
Debrunner demostró en 1980 que el invariante de Dehn de cualquier poliedro con el que se pueda teselar periódicamente la totalidad del espacio tridimensional es cero.
Jessen también planteó la cuestión de si el análogo de sus propios resultados seguía siendo cierto para la geometría esférica y la geometría hiperbólica. En estas geometrías, el método de Dehn sigue funcionando y muestra que cuando dos poliedros son congruentemente seccionables, sus invariantes de Dehn son iguales. Sin embargo, sigue siendo un problema abierto si los pares de poliedros con el mismo volumen y el mismo invariante de Dehn, en estas geometrías, son siempre congruentemente seccionables.

## Pregunta original
La pregunta original de Hilbert era más complicada: dados dos tetraedros T1 y T2 cualesquiera con el mismo área de base y la misma altura (y por lo tanto, el mismo volumen), ¿es siempre posible encontrar un número finito de tetraedros, de modo que cuando estos tetraedros se pegan de alguna manera a T1 y también se pegan a T2, los poliedros resultantes son congruentemente seccionables.
El invariante de Dehn se puede utilizar para dar una respuesta negativa también a esta pregunta más fuerte.

## Lecturas relacionadas
- Benko, D. (2007). «A New Approach to Hilbert's Third Problem». American Mathematical Monthly 114 (8): 665-676. doi:10.1080/00029890.2007.11920458.
- Schwartz, Rich (2010). The Dehn–Sydler Theorem Explained.
- Koji, Shiga; Toshikazu Sunada (2005). A Mathematical Gift, III: The Interplay Between Topology, Functions, Geometry, and Algebra. American Mathematical Society.